# 无锡高新技术产业开发区
无锡高新技术产业开发区是1992年经国务院批准设立的国家级高新技术产业开发区。1995年又设立了无锡新区，为中國江蘇省無錫市地方设立的行政区，非中华人民共和国民政部登记在册的行政区。列为滨湖区的一个类似乡级单位。